# 루이 니콜라 빅토르 드 펠릭스 드 오리에르

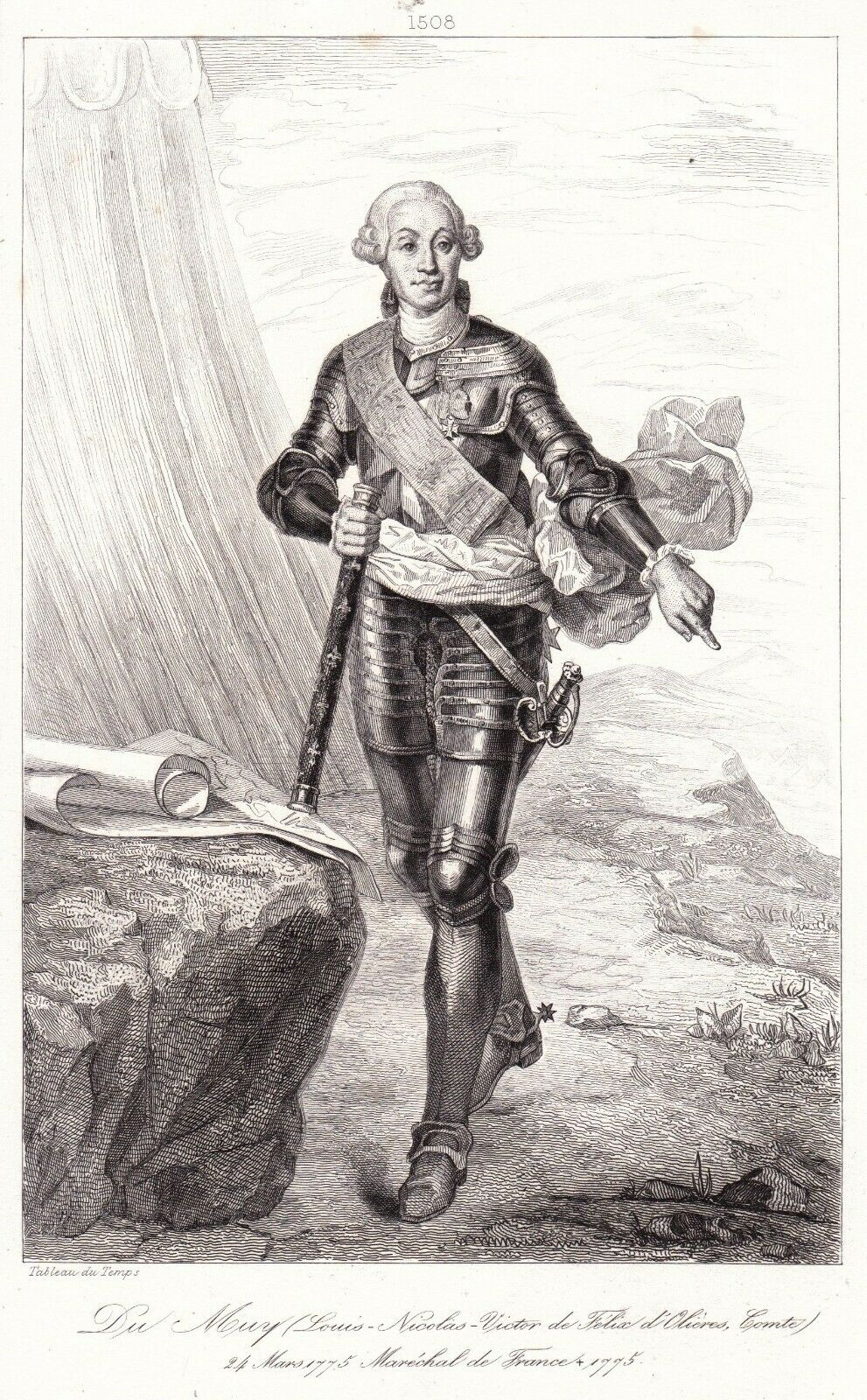

루이 니콜라 빅토르 펠릭스 드 오리에르(프랑스어: Louis Nicolas Victor de Félix d'Ollières, 1711년 9월 23일 엑상프로방스 ~ 1775년 10월 10일, 베르사이유), 뒤 무이(du Muy) 백작, 그리냥(Grignan) 백작은 프랑스 군인이며 정치가이고, 프로방스에 기원을 갖고 있는 귀족이다. 1764년 성령 기사단(Ordre du Saint-Esprit)의 회원이 되었다.
도팽 루이 페르디낭의 전임 메닌(menin)이었기에 그가 생존할 때 곁에 있다가 도팽이 죽고 매장에 초대된 뒤에는 상스(Sens)에서 보냈다. 루이 16세 때 다시 부름을 받아 궁전에서 지내게 되었다. 1774년 6월 5일 모르파(Maurepas)와 함께 전쟁장관(secretary of state for war)이 되었고, 1775년 프랑스 원수가 되었다.

## 관계 서적 목록
- M. le Tourneur: l'Eloge de M. le maréchal du Muy: Bruxelles: 1778.
- Roux Alphéran: Les Rues d'Aix ou Recherches historiques sur l'ancienne capitale de provence, Bd. II, S. 433ff. Aix en Provence 1846. online - see Rue St. Michel